# Carsten Krämer
Carsten Krämer (* 29. Juli 1974 in Wuppertal) ist ein ehemaliger deutscher Fußballtorwart, der für den MSV Duisburg zu einem Bundesligaeinsatz kam.

## Karriere
Krämer begann das Fußballspielen in seiner Jugend beim Cronenberger SC und wechselte von dort aus in die Jugend des Wuppertaler SV. Dort spielte er in der Jugend, ehe er von Fortuna Düsseldorf unter Vertrag genommen wurde. Daraufhin wechselte er zum SSV Sudberg. Dem folgte mit dem 1. FC Union Solingen eine weitere Station im Amateurfußball, ehe er 1999 durch den Bundesligisten MSV Duisburg unter Vertrag genommen wurde.
In Duisburg war er zunächst für die in der Oberliga antretende Amateurmannschaft des MSV vorgesehen und nahm in dieser den Stammplatz auf der Torwartposition ein. In der Bundesligasaison 1999/2000 nahm Krämer 10-mal auf der Bank des MSV Duisburg Platz, weil Stammtorwart Gintaras Staučė zweimal für einen Monat ausfiel und Ersatztorhüter Andreas Menger den Platz im Tor übernahm.
Am 20. Mai 2000 wurde Krämer im letzten Saisonspiel gegen den Hamburger SV in der 63. Minute für Staučė eingewechselt. Damit erreichte er mit 25 Jahren sein Debüt in der höchsten deutschen Spielklasse, wobei Duisburg nach dieser Partie in die 2. Bundesliga abstieg. Nach seinem einzigen Profieinsatz kehrte Krämer zu den Amateuren des MSV zurück und wurde ausschließlich für diese aufgeboten, ehe er den Verein im Jahr 2001 verließ.